# Nikodemus Joseph von Podbielski
Nikodemus Joseph von Podbielski (* 11. September 1780 in Zaremby (Skorki bei Rosochaty in Polen); † 20. Juli 1844 in Paderborn) war ein preußischer Generalmajor. 

## Leben

### Herkunft
Er war der Sohn des Gutsbesitzers und Kämmerers von Łomża Dionysius von Podbielski und dessen Ehefrau Anna, geborene von Skarzinska.

### Militärkarriere
Podbielski trat 1798 in das Husarenregiment „von Günther“ der Preußischen Armee und avancierte bis Mitte Januar 1806 zum Sekondeleutnant. Während des Vierten Koalitionskrieges kämpfte er in der Schlacht bei Preußisch Eylau und wurde in der Schlacht bei Heilsberg verwundet. Nach dem Frieden von Tilsit erhielt er für seine Leistung am 18. Juli 1808 den Orden Pour le Mérite und wurde am 1. November 1808 in das Westpreußische Ulanen-Regiment versetzt. Dort wurde sein Patent als Sekondeleutnant am 19. Juni 1810 auf den 21. November 1805 rückdatiert. Bis Mitte Juni 1813 stieg Podbielski zum Stabsrittmeister auf.
Während der Befreiungskriege kämpfte er bei Großgörschen und erwarb bei Bautzen das Eiserne Kreuz II. Klasse und den Orden des Heiligen Wladimir IV. Klasse. Danach kämpfte er bei Großbeeren, Dennewitz und Leipzig sowie den Gefechten bei Borna und Glienicke, wo er auch das Eiserne Kreuz I. Klasse erhielt. Außerdem nahm Podbielski an den Belagerungen von Lille und Soissons sowie am Sturm auf Hertogenbusch teil.
Am 7. März 1815 wurde er in das 4. Ulanen-Regiment versetzt. Dort wurde er am 25. Mai 1825 Major und etatmäßiger Stabsoffizier sowie im gleichen Jahr mit dem Dienstkreuz ausgezeichnet. Am 28. Dezember 1830 wurde er Führer des neuerrichteten kombinierten Reserve-Landwehr-Kavallerieregiments. Man beauftragte ihn am 30. März 1836 zunächst mit der Führung des 6. Ulanen-Regiments und ernannte Podbielski am 17. Oktober 1836 zum Kommandeur. In dieser Stellung avancierte er Ende März 1837 zum Oberstleutnant und erhielt am 18. Januar 1838 den Roten Adlerorden III. Klasse mit Schleife. Am 30. März 1839 wurde er mit Patent vom 10. April 1839 Oberst. Unter Verleihung des Charakters als Generalmajor wurde Podbielski mit einer Pension von 1750 Talern am 29. März 1842 aus dem Militärdienst verabschiedet. Nach seiner Verabschiedung erhielt er am 27. Juli 1843 eine Prämie von 100 Talern. Er starb bereits am 20. Juli 1844 in Paderborn.

### Familie
Podbielski heiratete am 9. Mai 1808 in Lomza Bogumila Apollonie Theophile von Baranowska (1791–1880). Das Paar hatte mehrere Kinder:
- Juliane Rudolfine Bogumilla (* 1811)
- Pauline (* 1820)
- Oskar Alfons Alexander (* 1833), Sekondeleutnant a. D.